# Ronny Jiménez
Ronny Jiménez Mendoza (Santa Cruz de la Sierra; 12 de abril de 1989) es un futbolista boliviano. Juega de defensa.

## Selección nacional
Hizo su debut con Bolivia en un partido amistoso contra Guayana el 16 de agosto de 2012.

## Clubes
| Club            | País    | Año               |
| --------------- | ------- | ----------------- |
| Real Potosí     | Bolivia | 2008 - 2013       |
| The Strongest   | Bolivia | 2013 - 2014       |
| Nacional Potosí | Bolivia | 2014 - 2016       |
| San José        | Bolivia | 2016 - 2017       |
| Real Potosí     | Bolivia | 2017              |
| Aurora          | Bolivia | 2018              |
| Sport Boys      | Bolivia | 2019              |
| FATIC           | Bolivia | 2020 - Actualidad |

## Palmarés

### Títulos nacionales
| Título           | Club          | Año           |
| ---------------- | ------------- | ------------- |
| Primera División | The Strongest | Apertura 2013 |